# Ephedrus radiatus
Ephedrus radiatus är en stekelart som först beskrevs av Chen 1986.  Ephedrus radiatus ingår i släktet Ephedrus och familjen bracksteklar. Inga underarter finns listade i Catalogue of Life.